# Даймонд, Джим
Джеймс Аарон Даймонд (англ. James Aaron Diamond; 28 сентября 1951 Бриджтон, Глазго, Шотландия — 8 октября 2015 Лондон, Великобритания) — был шотландским вокалистом, композитором и автором песен известным как вокалист дуэта PhD.

## Биография
Родился 28 сентября 1951 года в Бриджтоне, Глазго, Шотландия.
Даймонд начал свою музыкальную карьеру в 15 лет в группе The Method. Позже возглавил группу Jade. Они давали концерты в Лондоне и поддерживали The Move в турне по Шотландии. Далее он работал с Alexis Korner и сформировал группу Bandit. В студии LA он сотрудничал с Earl Slick в проекте Slick Diamond и писал музыку для фильмов. Помимо других проектов, он также писал тексты для альбома Carmen Maki Night Stalker 1979 года.
В 1981 году Даймонд создал группу PhD с Тони Хаймасом и Саймоном Филлипсом. Они выпустили хит-сингл "I Won't Let You Down", который стал популярным. Позже Даймонд начал сольную карьеру и подписал контракт с A&M Records. Его песня "I Must Have Known Better" стала хитом номер один, а он также пользовался популярностью в Латинской Америке. Боб Гелдоф отметил его за то, что он поддержал сбор средств для благотворительности, предложив поклонникам приобрести сингл Band Aid.
В конце 1990-х годов Джим Даймонд и саксофонист Крис "Снейк" Дэвис сотрудничали под именем The Blue Shoes. В 2005 году Даймонд выпустил альбом Souled and Healed, а в 2009 году продюсировал третий альбом группы PHD под названием "Three" с Тони Хаймасом. В 2011 году вышел его последний альбом City of Soul, на котором приняли участие Томми Каннингем и Грег Кейн. Все доходы от этого альбома пошли на благотворительность.
Умер 8 октября 2015 года в Лондоне в возрасте 64 лет из-за отека легких.

## Личная жизнь
Даймонд женился на Кристине Бэйли в 1978 году. У них было двое детей, включая сына Лоуренса, который был клавишником группы Citizens! Также у них была дочь Сара.

## Дискография
| 1985 | Double Crossed          |
| 1986 | Desire for Freedom      |
| 1988 | Jim Diamond             |
| 1993 | Jim Diamond             |
| 1994 | Sugarolly Days          |
| 1999 | The Best of Jim Diamond |
| 2005 | Souled and Healed       |
| 2011 | City of Soul            |